# Сельван, Дмитрий Дмитриевич
Дмитрий Дмитриевич Сельван (?—1854) — генерал-лейтенант русской императорской армии.

## Биография
В 1812 году был выпущен из Дворянского полка.
Был награждён: 22 января 1814 года — орденом Св. Анны 4-й степени 21 февраля 1829 года — орденом Св. Владимира 4-й степени с бантом, 15 марта того же года — золотой шпагой «За храбрость», а 10 марта 1831 года — орденом Св. Анны 2-й степени.
После производства в полковники с 3 июня 1833 года командовал Якутским пехотным полком; 20 ноября 1837 года получил орден Св. Владимира 3-й степени, а 3 декабря 1834 года за выслугу 25 лет был награждён орденом Св. Георгия 4-й степени.
Был произведён в генерал-майоры 6 декабря 1840 года и 16 августа 1841 года назначен командиром 1-й бригады 5-й пехотной дивизии; 9 января 1844 года получил орден Св. Станислава 1-й степени.
Принял участие в подавлении Венгерского восстания в 1848—1849 годах; 16 августа 1849 года назначен начальником 8-й пехотной дивизии с производством 6 декабря в генерал-лейтенанты; 5 сентября 1849 года получил орден Св. Анны 1-й степени.
Убит при ночном штурме турецких укреплений 16 (28) мая 1854 года; был похоронен на кладбище возле церкви Святого Николая Чудотворца в Калараше.
Военный историк М. И. Богданович писал:

Спустя около часа по отражении Турок, генерал-лейтенант Сельван атаковал Арабское укрепление. Говорят, будто бы к тому побудило его скопление неприятельских масс против правого (ближайшего к Дунаю) фланга наших работ, заставившее его полагать Арабский форт занятым весьма слабо. Но, по всей вероятности, причиною такого необдуманного дела было увлечение состоявших при нем молодых офицеров главной квартиры, столь же храбрых, сколько неопытных в военном деле, а не собственное убеждение старого воина в успехе предпринятого нападения.» Николай I так писал, узнав об этом: «Душевно скорблю о напрасной трате драгоценного войска и потере стольких храбрых, во главе которых ставлю почтенного Сельвана, дорого заплатившего за свою излишнюю отвагу, но мир праху его: он умер геройскою смертью!
Кроме наград Российской империи имел командорский крест австрийского ордена Леопольда.